# Mecistocephalus waikaneus
Mecistocephalus waikaneus är en mångfotingart som beskrevs av Chamberlin 1953. Mecistocephalus waikaneus ingår i släktet Mecistocephalus och familjen storhuvudjordkrypare. Inga underarter finns listade i Catalogue of Life.